# 200 meter ryggsim för damer i simning vid olympiska sommarspelen 2024
Damernas 200 meter ryggsim vid olympiska sommarspelen 2024 avgjordes mellan den 1 och 2 augusti 2024 i Paris La Défense Arena.

## Rekord
Före tävlingarna gällde dessa rekord:
| Världsrekord     | Kaylee McKeown (AUS) | 2.03,14 | Sydney, Australien     | 10 mars 2023   |
| Olympiskt rekord | Missy Franklin (USA) | 2.04,06 | London, Storbritannien | 3 augusti 2012 |

Följande rekord noterades under tävlingen:
| Datum     | Omgång | Simmare        | Nation     | Tid     | Rekord |
| --------- | ------ | -------------- | ---------- | ------- | ------ |
| 2 augusti | Final  | Kaylee McKeown | Australien | 2.03,73 | 0OR0   |

## Schema
Alla tiderna är UTC+2.
| Datum          | Tid   | Omgång      |
| -------------- | ----- | ----------- |
| 1 augusti 2024 | 11:00 | Försöksheat |
| 1 augusti 2024 | 21:19 | Semifinaler |
| 2 augusti 2024 | 20:36 | Final       |

## Resultat

### Försöksheat
Simmarna med de 16 bästa tiderna gick vidare till semifinalerna.
| Placering | Heat | Bana | Simmare               | Nation                          | Tid     | Noteringar |
| --------- | ---- | ---- | --------------------- | ------------------------------- | ------- | ---------- |
| 1         | 3    | 5    | Peng Xuwei            | Kina                            | 2.08,29 | 0Q0        |
| 2         | 2    | 4    | Kylie Masse           | Kanada                          | 2.08,54 | 0Q0        |
| 3         | 4    | 4    | Kaylee McKeown        | Australien                      | 2.08,89 | 0Q0        |
| 4         | 4    | 5    | Phoebe Bacon          | USA                             | 2.09,00 | 0Q0        |
| 5         | 2    | 3    | Honey Osrin           | Storbritannien                  | 2.09,57 | 0Q0        |
| 6         | 3    | 4    | Regan Smith           | USA                             | 2.09,61 | 0Q0        |
| 7         | 3    | 7    | Anastasija Sjkurdaj   | Individuella neutrala idrottare | 2.09,64 | 0Q0        |
| 8         | 4    | 6    | Emma Terebo           | Frankrike                       | 2.09,66 | 0Q0        |
| 9         | 2    | 6    | Eszter Szabó-Feltóthy | Ungern                          | 2.09,72 | 0Q0        |
| 10        | 4    | 8    | Lee Eun-ji            | Sydkorea                        | 2.09,88 | 0Q0        |
| 11        | 4    | 3    | Katie Shanahan        | Storbritannien                  | 2.09,92 | 0Q0        |
| 12        | 4    | 2    | Carmen Weiler         | Spanien                         | 2.10,09 | 0Q0        |
| 13        | 3    | 6    | Anastasia Gorbenko    | Israel                          | 2.10,29 | 0Q0        |
| 14        | 4    | 1    | Pauline Mahieu        | Frankrike                       | 2.10,30 | 0Q0        |
| 15        | 2    | 7    | África Zamorano       | Spanien                         | 2.10,40 | 0Q0        |
| 16        | 4    | 7    | Dóra Molnár           | Ungern                          | 2.10,51 | 0Q0        |
| 17        | 2    | 5    | Jaclyn Barclay        | Australien                      | 2.10,53 |            |
| 18        | 2    | 1    | Aviv Barzelay         | Israel                          | 2.10,71 |            |
| 19        | 3    | 2    | Camila Rebelo         | Portugal                        | 2.11,26 |            |
| 20        | 3    | 3    | Margherita Panziera   | Italien                         | 2.11,60 |            |
| 21        | 2    | 8    | Gabriela Georgieva    | Bulgarien                       | 2.12,15 |            |
| 22        | 3    | 1    | Regan Rathwell        | Kanada                          | 2.12,21 |            |
| 23        | 1    | 5    | Tatiana Salcuțan      | Moldavien                       | 2.13,20 |            |
| 24        | 3    | 8    | Adela Piskorska       | Polen                           | 2.13,39 |            |
| 25        | 2    | 2    | Laura Bernat          | Polen                           | 2.14,57 |            |
| 26        | 1    | 4    | Cindy Cheung          | Hongkong                        | 2.17,32 |            |
| 27        | 1    | 3    | Anishta Teeluck       | Mauritius                       | 2.18,67 |            |

### Semifinaler
Simmarna med de 8 bästa tiderna gick vidare till final.
| Placering | Heat | Bana | Simmare               | Nation                          | Tid     | Noteringar |
| --------- | ---- | ---- | --------------------- | ------------------------------- | ------- | ---------- |
| 1         | 1    | 5    | Phoebe Bacon          | USA                             | 2.07,32 | 0Q0        |
| 2         | 2    | 5    | Kaylee McKeown        | Australien                      | 2.07,57 | 0Q0        |
| 3         | 2    | 3    | Honey Osrin           | Storbritannien                  | 2.07,84 | 0Q0        |
| 4         | 2    | 4    | Peng Xuwei            | Kina                            | 2.07,86 | 0Q0        |
| 5         | 1    | 4    | Kylie Masse           | Kanada                          | 2.07,92 | 0Q0        |
| 6         | 1    | 3    | Regan Smith           | USA                             | 2.08,14 | 0Q0        |
| 7         | 2    | 7    | Katie Shanahan        | Storbritannien                  | 2.08,52 | 0Q0        |
| 8         | 2    | 6    | Anastasija Sjkurdaj   | Individuella neutrala idrottare | 2.08,79 | 0Q0        |
| 9         | 1    | 6    | Emma Terebo           | Frankrike                       | 2.09,38 |            |
| 10        | 2    | 2    | Eszter Szabó-Feltóthy | Ungern                          | 2.09,41 |            |
| 11        | 1    | 1    | Pauline Mahieu        | Frankrike                       | 2.09,56 |            |
| 12        | 1    | 8    | Dora Molnar           | Ungern                          | 2.09,83 |            |
| 13        | 1    | 7    | Carmen Weiler         | Spanien                         | 2.09,99 |            |
| 14        | 2    | 8    | África Zamorano       | Spanien                         | 2.10,63 |            |
| 15        | 1    | 2    | Lee Eun-ji            | Sydkorea                        | 2.11,86 |            |
| 16        | 2    | 1    | Anastasia Gorbenko    | Israel                          | 2.11,96 |            |

### Final
| Placering | Bana | Simmare             | Nation                          | Tid     | Noteringar |
| --------- | ---- | ------------------- | ------------------------------- | ------- | ---------- |
| 1         | 5    | Kaylee McKeown      | Australien                      | 2.03,73 | 0OR0       |
| 2         | 7    | Regan Smith         | USA                             | 2.04,26 |            |
| 3         | 2    | Kylie Masse         | Kanada                          | 2.05,57 |            |
| 4         | 4    | Phoebe Bacon        | USA                             | 2.05,61 |            |
| 5         | 1    | Katie Shanahan      | Storbritannien                  | 2.07,53 |            |
| 6         | 6    | Peng Xuwei          | Kina                            | 2.07,96 |            |
| 7         | 3    | Honey Osrin         | Storbritannien                  | 2.08,16 |            |
| 8         | 8    | Anastasija Sjkurdaj | Individuella neutrala idrottare | 2.10,23 |            |